# فرنسيس كوني
فرنسيس كوني (بالفرنسية: Francis Koné)‏ هو لاعب كرة قدم توغولي في مركز الهجوم، ولد في 20 نوفمبر 1990 في Bondoukou ‏ في ساحل العاج. شارك مع منتخب توغو لكرة القدم. أما مع النوادي، فقد لعب مع نادي أولهانينسي ونادي المصنعة ونادي بودابست هونفيد.

## وصلات خارجية
- فرنسيس كوني على موقع الاتحاد الدولي (مؤرشف)  (الإنجليزية)
- فرنسيس كوني على موقع قاعدة بيانات كرة القدم.إي يو (الإنجليزية)
- فرنسيس كوني على موقع ناشيونال فوتبول تيمز (الإنجليزية)
- فرنسيس كوني على موقع AS.com (الإسبانية)